# بودة
بودة بلدية من بلديات دائرة أدرار بولاية أدرار الجزائرية.
وتضم المنطقة عدة قصور متمركزة في ثلاث مناطق هي:
- بودة الشرقية : تضم قصور (ودرار "قصر قديم"، بني وازل، أغرم علي، زاوية سيدي حيدة، المنصور، حي هواري بومدين).
- بودة الوسطى : وتضم قصور (بن دراعو "مقر البلدية"، زاوية الشيخ بن عومر، بني اللو).
- بودة الغربية : وتضم قصور (بخلة، زاوية أفار "قصر قديم مهجور"، لعماريين، لغمارة، القصيبة.)

وتحتوي المنطقة على ثلاث قصبات مهدمة.

## أصل التسمية
وأصل الكلمة من اللهجة المحلية القديمة وهي كلمة مجزئة إلى جزئين بو : وتعني الماء، و دا : تعني هنا.
فبودة إذاً تعني الماء هنا، وترجع حكاية هذه التسمية إلى أول رجل نزل بالمنطقة مع ابنه بحثا عن العيش والاستقرار، فإذا بابنه يلمح بالندى يظهر من على سطح الأرض فصاح الابن يقول البو....دا، البو....دا. ويقصد بها وجود الماء، وبالتالي الاستقرار في المنطقة.

## أقوال الرحالة والمؤرخين
تعتبر بلدية بودة بقصورها إلاحدى عشر قصر وهو ما أشار إليه الشيخ أحمد بن يوسف التليلاني في مخطوطه التودد لما أرجع تاريخها إلى القرن الثامن ميلادي وصنفها في المرتبة الثانية من القصور القديمة بعد تمنطيط وقيل أنها تحتل المرتبة الأولى كما ورد عن المؤرخان ابن بطوطة وابن خلدون:
1. ابن بطوطة يقول (زرت بودة فوجدة اهلها أهل كرم واكلهم المفضل التمر والجراد...)
2. يقول ابن خلدون في كتاب العبر (...في جهة المغرب الأوسط ارض محجرة تسمى عند العرب الحمادة من دوين إلى بلاد ريغ ووراءه من جهة الجنوب بعض بلاد الجريدية دات نخيل وانهار معدودة في جملة بلاد المغرب مثل بلاد بودة وتمنطيت في قبلة المغرب الأقصى وتسابيت وتيكورارين في قبلة المغرب الأوسط....)

وكانت بودة همزة وصل بين الشمال الغربي الجزائر والجنوب الجزائري حيث كانت محطة يتزود منها أهل البدو والرحل، أثناء مرور هذه القبائل والقوافل التجارية القادمة من تلمسان والمارة ببشار وتبلبالة والمتجهة نحو السودان تتخد من بودة مكان للراحة والمقايضة التجارية وأصل سكان بودة قبائل بدوية أو قبائل مارة بأسواق السودان وأخرى مارة بأسواق الحجاز، وكانت تعتبر المنطقة مكان خصب لما تتوفر عليه من مياه باطنية قريبة من سطح الأرض كانت تستعمل في الزراعة باعتبارها المصدر الأساسي للغذاء وقاموا باستغلال المياه الباطنية بإنشاء الفقاقير واستعملوها للري والشرب.

## الموقع والمساحة
تقع بلدية بودة في الجهة الغربية لولاية ادرار يحدها شمالا بلدية السبع وجنوبا بلدية تيمي (أولاد أحمد)، ومن الشرق بلدية ادرار ومن الغرب بلدية تبلبلة (بشار). وتبعد المنطقة عن مقر الولاية بـ 25كلم، تتربع البلدية على مساحة تقدر بـ 4140كلم2

## تاريخها
أول قصور المنطقة (قصري ودرار وأفار)، جاء في كتاب «درة الأقلام» للمؤرخ محمد بن عبد الكريم البكراوي: ((فرت زناتة إلى توات بعد انهيار دولتهم في القرن الرابع الهجري (10 م)، واتجهوا صوب القبلة، بعد أن قطعوا ثلاث عشرة مرحلة من سجلماسة، ونزلوا بأرض بودة، فاستقروا هناك وحفروا الآبار، واستعملوا واد مسعود مرعى لمواشيهم، فوجدوا أن المكان آمن يصلح للسكنى، فسكنوا وتوطنوا توات)).
1204 م (601/600 هـ) تأسس قصر العماريين ببودة من طرف أولاد ابن ديكل الذين قدموا من الساحل.
1353 م (754/753 هـ) في هذه السنة مر ابن بطوطة بواحات بودة.
1398 م (801/800 هـ) في هذه السنة قدم سيدي الحاج عبد الله من الحجاز إلى بودة وتوفي بقصر لغمارة.
1461 م (866/865 هـ) تمركز دوي بلال بين تسابيت وبودة.
1552 م (960/959 هـ) نشوب حرب كبيرة بين اولاد ابن علي وسكان تيمي وبودة.
1623 م (1033/1032 هـ) تأسيس زاوية الشيخ بن عومر ببودة.
1625 م (1035/1034 هـ) غارة من طرف اولاد حمو على بودة وعلى تمنطيط.
1633 م (1043/1042 هـ) تأسيس زاوية سيدي حيدة ببودة.
1689 م (1101/1100 هـ) بناء زاوية الشيخ بن عومر بودة.
1748 م (1161/1160 هـ) تأسست زاوية سيدي الشيخ الجعفري بو سبع حجات ببودة.
1757 م (1171/1170 هـ) تأسست قصبة بخلة ببودة.
1808 م (1223/1222 هـ) السلطان سليمان يقوم برحلة إلى توات واندلاع نزاع بين تيمي وبودة.
1816 م (1232/1231 هـ) حرب بين حليف الغنانمة بودة وتيمي.
1830 م (1246/1245 هـ) بودة والبرابر تهجم على تيمي وتنهب توات، وانعقاد صلح وسلم.
1876 م (1293/1292 هـ) حرب في جنوب بودة بين اولاد مولات واولاد زنان.
1882 م (1300/1299 هـ) الشيخ بوعمامة يلتحق بدلدول وسيدي سليمان ابن قدور ينزل إلى بودة.
1883 م (1301/1300 هـ) مبايعة الشيخ بوعمامة من طرف سكان تيمي واتفاق سلمي بين تيمي والبربر واولاد قراوي يصلون إلى لعماريين ببودة،(المدقاهات) وصلوا إلى سالي ويشردون بتاودلي.
1887 م (1305/1304 هـ) مبايعة السلطان واتفاق بين بني محمد وبودة.

## السكان
بلغ بها عدد المساكن الإجمالي 2445 مسكن منها 80% مساكن طينية (1956 مسكن) و20% مساكن عصرية (489 مسكن)، وهناك 1732 مسكن شاغل و615 مسكن فارغ بالإضافة إلى 98 مسكن ذات استعمال مهني، ويبلغ عدد سكانها 9486 نسمة في سنة 2005 منها الذكور 4833 نسمة والإناث 4653 نسمة.
ويسكن بودة قبائل:
- أولاد ملوك: وهم مرابطون من أصل أمازيغي يسكنون قصور أغرم علي والقصيبة وزاوية سيدي حيدة والمنصور.
- أولاد شيخ محمد: ويسكنون بقصر المنصور.
- أولاد علي: وأصلهم من تيمي ويسكنون بقصر المنصور.
- أولاد غانم: ويسكنون بقصور بن دراعو وبخلة.
- أولاد بربوش: ويسكنون بقصر بن دراعو.
- أولاد سيدي عباس: ويدعون أيضاً أولاد سيدي بن عومر وهم من البربر ويسكنون بقصر زاوية الشيخ بن عومر.
- أولاد بوعلي: وهم من العرب ويسكنون قصر بني اللو.
- أولاد يعيش: وهم عرب يسكنون بقصر بخلة.
- أولاد بن ديكي: أو أولاد بن ديكل وهم على الغالب من الأمازيغ الزناتيين ويسكنون قصر لعماريين.
- أولاد سيدي عبد الله بن علي: وهم من العرب ويسكنون قصر لغمارة.

لقد انجبت بودة العديد من المشايخ والعلماء والشعراء منهم على سبيل المثال لا الحصر الشيخ محمد بلكبير – الشيخ بن عومر – سيدي بوسبع حجات – سيدي محمد بلمبروك (الدي نبغ في الشعر ومدح الرسول صلى الله عليه وسلم)- سيد أحمد بن زروق – اما نانة....

## المعالم الأثرية والسياحية
تتميــز بودة بــواحاتها الــخلابــة ومناظرها الطبيعية المختلفة وبالعديد من المواقع السياحية المشهورة منها:
1. الشافية عين بودة وهي عين للمياه الطبيعية تستعمل لعلاج العديد من الامراض مثل الرماتيزم...
2. السبخات الملحية الكبرى كسبخة بني اللوا والتي يستعملها لجلب ملح الطعام.
3. الغابات المتحجرة خاصة بمنطقة بني اللو –المنصور – لقصيبة.
4. المغارات الطبيعية قصبة المنصور وقصبة اغرم علي.
5. القصور العتيقة ودرار – أفار – بني اللو – أغرم علي.
6. أنظمة السقي التقليدية (الفقارات). مثل: قمقر – ثربزو- يعلو- حشلاف- بابكة – حبي – فقيقرة -....
7. الزوايا: تضم بودة العديد من المدارس والزوايا التي عملت على نشر العلم وترقيته خاصة بعد الفتوحات الإسلامية مثل زاوية الشيخ بن عومر –زاوية سيدي حيدة

## الثقافة

### الفنون والإيقاعات الشعبية
تتميز منطقة بودة بالعديد من الطبوع الفلكلورية والإيقاعــات الشعبـيـة من بينهــا:
1. البارود: وهو عبارة عن طابع فلكلوري رجالي يستعمل فيه المكحلة والقلال
2. الركبية: فلكلور نسائي يستعمل فيه القلال وترقص على انغامه النساء
3. الطبل: فلكلور يقدم جلوسا ويستعمل فيه القلال وهناك من يلقي الكلمات والحضور يرددون من بعده
4. قرقابو: فلكلور يقتصر على الرجال فقط ويستعمل فيه القرقابو والقلال والدف
5. الحضرة: وهي من أرق طبوع الفلكلور تستعمل فيها الطارة ويمدح فيها المصطفى صلى الله عليه وسلم
6. المدح: وهو مجموعة من الافراد يشكلون حلقة يمدح فيه الرسول صلى الله عليه وسلم

### الصناعات التقليدية
تشتهر بودة بالعديد من الصناعات التقليدية مثل صناعة القفاف والطبايق من زعف النخيل إضافة إلى الصناعة الطينية مثل القلة –أنور-طجين –بخأخير...

### فن الطبخ
تشتهر بودة بتحضير مختلف الأكلات الشعبية خاصة في المناسبات والأعــياد، كخبز القلة الكسرة، المردود، طعام، وخبز أنور.